# (4145) Maximova
(4145) Maximova (1981 SJ7) – planetoida z pasa głównego asteroid okrążająca Słońce w ciągu 3,43 lat w średniej odległości 2,27 j.a. Odkryta 29 września 1981 roku.